# 斯鮑羅維 (亞利桑那州)
斯鮑羅維（英語：Sipaulovi）是位於美國亞利桑那州納瓦霍縣的一個非建制地區。該地的面積和人口皆未知。

## 地理
斯鮑羅維的座標為35°48′30″N 110°29′46″W / 35.80833°N 110.49611°W，而該地的平均海拔高度為1924米（即6312英尺）。